# Adnan Erkan
Adnan Erkan, né le 15 janvier 1968 à Denizli, est un footballeur turc des années 1990 et 2000.

## Biographie
En tant que gardien de but, Adnan Erkan fut international turc à une seule occasion, le 9 avril 1996, en tant que remplaçant, contre l'Azerbaïdjan. Il fit partie des joueurs sélectionnés pour l'Euro 1996, mais il ne joua aucun match. La Turquie fut éliminée au premier tour.
Il joua dans quatre clubs turcs (Konyaspor, Ankaragücü, Denizlispor et Mersin Idmanyurdu SK), ne remportant aucun titre.

## Clubs
- 1988–1993 : Konyaspor
- 1993–2000 : Ankaragücü
- 2000–2002 : Denizlispor
- 2002–2003 : Mersin Idmanyurdu SK